# 立原正秋
立原 正秋（たちはら まさあき、金胤奎、キム・ユンキュ、김윤규、1926年1月6日 - 1980年8月12日）は、朝鮮半島出身の日本の小説家・随筆家・詩人・編集者。

## 人物
1926年（大正15年）1月6日、朝鮮の慶尚北道安東郡で生れた。自著などでは大邱市生れとされていたが、武田勝彦や高井有一の調査によると、安東郡である。早稲田大学専門部国文科中退（入学時は法律学科）。
小林秀雄を導き手として世阿弥の芸術論や謡曲をはじめとする中世の日本文学に深く沈潜し、「中世」をみずからの創作活動の原点とした。
父の死後、母が再婚して渡日したため、叔父（母の弟）の家などに引き取られて育ち、その後、1937年（昭和12年）の11歳のときに内地（日本）に渡り、母たちと同居し横須賀で育った。
戦後は、丹羽文雄主催の『文学者』に参加し、小説を書き始め、「薪能」（1964年）、「剣ヶ崎」（1965年）が芥川賞、「漆の花」（1965年）が直木賞候補となり、みずからを「純文学と大衆文学の両刀使い」と称して流行作家となる。
1966年（昭和41年）、「白い罌粟」で第55回直木賞を受賞。大人の愛を描いた小説で人気を集めた。
編集者としても、同人文芸誌『犀』刊行の中軸を担い、また、第7次『早稲田文学』の編集長を務めるなどし、吉田知子、古井由吉ら多くの作家、評論家を世に送った。
食道癌で亡くなる2か月前に、ペンネームだった「立原正秋」への正式な改名が認められ、本名になった。
代表作に『冬の旅』『残りの雪』『冬のかたみに』など。『秘すれば花』『日本の庭』など、随筆も多い。角川書店より全集が1980年代と1990年代に2度刊行された。また小学館より『立原正秋 電子全集』全26巻が配信された（2015年12月 - 2018年1月）。美食家としても有名だった。

## 経歴

### 幼少時代
1926年（大正15年）1月、朝鮮の慶尚北道安東郡西後面耳開洞の農村に生まれ、胤奎（ユンギュ）と名付けられた。父母の名は金敬文（キム キョンムン）、権音伝（クォン ウムジョン）。
立原の著書や自筆年譜によると、父親の名は金井慶文で、父は姻戚の家をたらい回しにされて育ち、金井家の養子となった人物だとされ、最後は臨済宗の天燈山鳳停寺の禅僧となって宗務長を務めたとされる。立原の著書によれば、立原はこの寺で生まれ育ち、幼少の頃から漢文の素読を受け修行僧らと暮らし、父は朝鮮仏教史と『碧厳録』を教えていたという。自筆の年譜によると、「父母ともに日韓混血で父は李朝末期の貴族より出て金井家に養子にやられ、はじめ軍人、のち禅僧になった」とあるが、実際には「日韓混血」ではなく、2人とも朝鮮人だったことが武田勝彦と高井有一の調査で明らかになっている。
1931年（昭和6年）、5歳のときに父親が死亡。9歳のときに母が弟を連れて再婚した。
1935年（昭和10年）、母と弟と異父妹が内地（日本）の横須賀に移り住んだため、慶尚北道亀尾町の医師で母の実弟の権泰晟（永野哲秀）のもとへ預けられた。
1937年（昭和12年）、母の再婚相手の王命允（野村辰三）の野村家に移り野村震太郎と名乗り、衣笠尋常高等小學校尋常科（5年）に転入。
1939年（昭和14年）、横須賀市立商業學校（当時は私立）に進み、文学や仏典に親しむようになる。
1940年（昭和15年）、創氏改名により、金井 正秋となる。
1942年（昭和17年）、後に妻となる日本人女性：米本光代と知り合う。

### 小説家時代
1945年（昭和20年）、早稲田大学法律学科に入学するが、勤労動員に追われる。翌年に小説家を志し、国文科の聴講生となる。大学の創作研究会懸賞小説に応募し、「麦秋」で入選するが、原稿は行方不明になってしまい、発刊もされなかったので、幻の処女作となった。
1947年（昭和22年）より米本光代と結婚したことを受け、日本へ帰化。相手方の姓をとって、米本 正秋となる。
1948年（昭和23年）7月、長男潮誕生とともに婚姻届を提出。日本の古典、とくに中世の古典に強く惹かれ、能、陶磁器、日本庭園などを好み、世阿弥の『風姿花伝』で作家としてのあり方を学ぶ。小説を本格的に書き始める。
1949年（昭和24年）2月発行の民族雑誌『自由朝鮮』に、短編小説「ある父子」を金胤奎名義で発表。
1951年（昭和26年）に丹羽文雄主宰の『文学者』に載った「晩夏 或は別れの曲」は、現存する最初の作品である。この時に名乗ったペンネーム「立原正秋」が、生涯を通した名乗りとなる。
1953年（昭和28年）4月、長女幹誕生。
1961年（昭和36年）、「八月の午後と四つの短編」で第2回近代文学賞を受賞。
1964年（昭和39年）、『新潮』に発表した「薪能」が芥川賞候補となり、単行本として出版された初の作品となった。同作は現時点で3度の映像化が確認されており（いずれも全て連続テレビドラマ）、その内の1977年に昼ドラの放送枠・愛のサスペンス劇場で放送されたバージョンは45年の時を経て2023年12月22日に発売されたDVDとして初めてソフト化された。
同年11月、同人雑誌『犀』を1967年（昭和42年）まで刊行することとなる。
1965年（昭和40年）には「剣ヶ崎」で再び芥川賞候補になるとともに『別冊文藝春秋』第93号に発表した「漆の花」は直木賞候補となり、第94号に発表した「白い罌粟」で翌年の直木賞を受賞した。
1968年（昭和43年）より第7次『早稲田文学』編集長を務める。
同年、初の新聞連載小説「冬の旅」を『読売新聞』にて開始。
1973年（昭和48年）から『日本経済新聞』で「残りの雪」を連載。その後、日経映画社・東京12チャンネルによってテレビドラマ化される。同年、29年ぶりに韓国を訪ねる。
1976年（昭和51年）、『藝術新潮』に「日本の庭」連載。
1977年（昭和52年）、『日本経済新聞』に「春の鐘」を連載。
1979年（昭和54年）、『読売新聞』で「その年の冬」の連載を開始するが、体調を損ねる。
1980年（昭和55年）、書き下ろし小説『帰路』を発表するが、4月に聖路加国際病院に入院。6月に戸籍名も「立原正秋」と改めたが、その2か月後の8月12日、国立がんセンターにおいて食道癌により死去。54歳没。戒名は凌霄院梵海禅文居士。
墓所は鎌倉市二階堂の瑞泉寺。生れ故郷の韓国の鳳停寺に帰ったともされる。
同年、『恋人たち』（光風社、1965年）と『はましぎ』（新潮社、1973年）を原作として脚色した作品が 主演 根津甚八 『恋人たち』としてTBSによってテレビドラマ化される。

## 家族
長男で日本料理人の立原潮は、東京都渋谷区に懐石料理「立原」を開くと共に、父：立原正秋が収集した美術品などについて、「美のなごり─立原正秋の骨董」ほかを出版した。光代は夫人、幹は娘で各回想録を書いている。孫はカメラマンの立原継望。

## 著作
- 『薪能　立原正秋作品集』光風社、1964　のち角川文庫
- 『剣ヶ崎』新潮社、1965　のち角川文庫、「剣ケ崎・白い罌粟」新潮文庫、小学館
- 『恋人たち』光風社、1965　のち角川文庫
- 『漆の花』文藝春秋、1966
- 『美しい村』講談社、1966　のち文庫
- 『鎌倉夫人』新潮社、1966　のち角川文庫
- 『海岸道路』サンケイ新聞社、1967　のち角川文庫
- 『花のいのち』新潮社、1967　のち文庫
- 『辻が花』集英社、1967　のち角川文庫
- 『薔薇屋敷』新潮社、1967
- 『恋の巣』新潮社、1967　のち文庫
- 『他人の自由』冬樹社、1968　のち角川文庫
- 『立原正秋初期作品集』深夜叢書社 1968
- 『剣と花』講談社、1968　のち潮文庫、講談社文庫
- 『合わせ鏡』東方社、1968
- 『春のいそぎ』講談社、1968　のち文庫
- 『ながい午後』光文社カッパノベルス、1968　のち角川文庫
- 『美しい城』文藝春秋、1968　のち文庫
- 『永い夜』講談社、1968　のち文庫
- 『女の部屋』文藝春秋（ポケット文春）、1968　のち文庫
- 『心のふるさとをゆく』文藝春秋、1969　のち角川文庫
- 『夢のあと』講談社、1969　のち文庫
- 『雪のなか』講談社、1969　のち文庫
- 『冬の旅』新潮社、1969　のち文庫
- 『あだし野』新潮社、1970　のち文庫
- 『夏の光』文藝春秋、1970　のち文庫
- 『白い罌粟』角川文庫、1970
- 『去年の梅』新潮社、1970　のち文庫
- 『散花抄　立原正秋作品集』角川書店、1971（限定本刊）
- 『曠野』角川書店、1971
- 『舞いの家』新潮社、1971　のち文庫
- 『果樹園への道』文藝春秋、1971　のち文庫、中公文庫
- 『流れのさなかで』毎日新聞社、1971　のち角川文庫
- 『秘すれば花　随筆』新潮社、1971　のち文庫
- 『立原正秋の本』KKベストセラーズ、1971
- 『渚通り』角川書店、1971
- 『紬の里』新潮社、1971　のち文庫
- 『血と砂』文藝春秋、1972　のち文庫、角川文庫
- 『坂道と雲と　随筆集』角川書店、1972　のち文庫
- 『男性的人生論』潮出版社、1972　のち角川文庫
- 『きぬた』文藝春秋、1973　のち文庫／青娥書房（限定300部）
- 『はましぎ』新潮社、1973　のち角川文庫
- 『愛をめぐる人生論』新潮社、1973　のち文庫
- 『夢は枯野を』中央公論社、1974　のち文庫、角川文庫
- 『幼年時代』新潮社、1974
- 『残りの雪』新潮社、1974　のち文庫
- 『風景と慰藉』日本交通公社、1974　のち中公文庫、『異邦の空・日本の旅 風景と慰藉』角川文庫、1980
- 『冬のかたみに』[8]新潮社、1975　のち文庫
- 『立原正秋選集』（全12巻）新潮社、1975
- 『夢幻のなか』新潮社、1976　のち文庫
- 『暗い春』角川書店、1976　のち文庫
- 『春の病葉』角川文庫、1976
- 『死の季節』角川文庫、1976
- 『たびびと』文藝春秋、1977　のち文庫
- 『旅のなか　随筆集』角川書店、1977　のち文庫
- 『日本の庭』新潮社、1977　のち文庫
- 『春の鐘』新潮社、1978　のち文庫
- 『光と風 詩集』角川書店、1978
- 『雪の朝』集英社、1978　のち講談社文庫、角川文庫
- 『埋火』新潮社、1979　のち文庫
- 『その年の冬』講談社、1980　のち文庫
- 『冬の花』新潮社、1980　のち文庫
- 『新潮現代文学61　立原正秋』新潮社、1980
- 『帰路』新潮社、1980　のち文庫
- 『男の美学』角川書店、1981　のち文庫
- 『空蝉』講談社、1981　のち文庫
- 『やぶつばき』新潮文庫、1982
- 『立原正秋全集』角川書店、全24巻 1982-1984。新版1997-1998、最終24巻を書誌増補＋別巻
- 『立原正秋電子全集』小学館、（全26巻）、2015-2018

### 編著（没後刊）
- 『冬の二人 立原正秋・小川国夫往復書簡』創林社 1982／小沢書店 1996
- 『日本の美を求めて 風土と伝統 立原正秋対談集』角川書店 1983
- 『愛と人生の風景　たびびとの断章413』新潮文庫 1987
- 『雪舞い 随筆集』世界文化社 1995
- 『雪中花 立原正秋随筆集』メディア総合研究所 1996
- 『萩へ津和野へ 立原正秋随筆集』メディア総合研究所 1997
- 『立原正秋珠玉短篇集』メディア総合研究所 1998。全3巻：「1 渚通り」「2 辻が花」「3 くれない」
- 『立原正秋 猷修館往還(抄)／移ろわぬものと三十年　作家の自伝108』 武田勝彦解説、日本図書センター・シリーズ人間図書館 2000
- 『美食の道』角川春樹事務所「グルメ文庫」 2006
- 『やきものの美を求めて 名碗「紫匂ひ」をめぐって』加藤唐九郎共著 ランダムハウス講談社文庫 2007